# Chlorid protaktiničitý
Chlorid protaktiničitý je anorganická sloučenina s chemickým vzorcem PaCl4.

## Příprava
Chlorid protaktiničitý lze připravit redukcí chloridu protaktiničného:
2 PaCl5 + H2 → 2 PaCl4 + 2 HCl
3 PaCl5 + Al → 3 PaCl4 + AlCl3
Lze jej také připravit chlorací oxidu protaktiničitého:
PaO2 + 2 CCl4 → PaCl4 + 2 COCl2
Vzniká také při disproporcionaci chloridu-oxidu protaktiničitého při teplotě nad 550 °C ve vakuu:
2 PaOCl2 → PaCl4 + PaO2

## Vlastnosti
Chlorid protaktiničitý je žlutozelená, radioaktivní, hygroskopická krystalická látka, která sublimuje při 400 °C ve vakuu. Je rozpustný v silných minerálních kyselinách za vzniku zelených roztoků. S acetonitrilem tvoří komplex PaCl4·4CH3CN. Krystalizuje v tetragonální soustavě s prostorovou grupou I41/amd (číslo 141) a parametry mřížky a = 837,7 pm, c = 747,9 pm. Krystalová struktura je typu chloridu uraničitého.